# Robert Hooke
Robert Hooke (Freshwater, Ilha de Wight, 18 de julho de 1635 – Londres, 3 de março de 1703) foi um cientista experimental inglês do século XVII, uma das figuras-chave da revolução científica.

## Biografia
Robert Hooke (1635–1703) foi um cientista inglês, nascido em Freshwater. Foi estudar em Oxford University, em 1653, onde começou como assistente de laboratório de Robert Boyle, em 1655, que futuramente colaborou para os estudos sobre gases, se destacando em mecânica.
Seu primeiro invento foi o relógio portátil de corda, em 1657, e criou a lei da elasticidade ou a lei de Hooke (1660) - as deformações sofridas pelos corpos são proporcionais às forças que são aplicadas sobre eles - . Hooke formulou também a teoria do movimento planetário, a primeira teoria sobre as propriedades elásticas da matéria, descreveu a estrutura celular da cortiça e publicou o livro Micrographia sobre suas descobertas realizando suas análises dos efeitos do prisma, esferas e lâminas com a utilização do microscópio. O microscópio também deu grande contribuição ao estudo da estrutura da célula. Neste mesmo ano, foi inventado por Hooke o barômetro. Hooke também criou higrômetros e anemômetros e uma junta universal, aperfeiçoou a bomba de vácuo e adaptou projetos de moinho de vento.
Seus estudos e suas teorias sobre as rotações planetárias tiveram importância para a astronomia posteriormente, chegando a descobrir estrelas e a rotação do planeta Júpiter. Ele enunciou a lei da gravidade (um corpo em queda livre se sente atraído pelo centro da Terra, caindo em direção a este), que se tornou um dos conceitos elementares da Física.
Pesquisador em elasticidade dos fluidos e estudioso da gravitação universal, Hooke foi eleito e nomeado curador de experiências da Royal Society, em 1662. Foi também professor de geometria em Greshan College, na Inglaterra.
Robert Hooke era filho do reverendo John Hooke - religião anglicana - e foi o penúltimo dos seus quatro filhos.
Robert Hooke teve uma infância muito conturbada, além de seus problemas de saúde, enfrentava muitas dificuldades financeiras. Seu pai John Hooke suicidou-se em 1648, deixando ao filho uma quantia de 100 libras, pois, tinha em mente que seu filho pudesse tornar-se um relojoeiro.
Quando Hooke foi para Londres, levou suas reservas da herança e apresentou ao Dr. Busby, o reitor da escola, que lhe dedicou grande amizade, constituindo-se em incentivador constante de sua carreira. Doutor Busby era o melhor amigo de Robert Hooke, reitor da Universidade de Oxford. Ambos nutriam paixão ardente por Elizabeth Bernays, empregada doméstica de Busby.
Em 1665 foi nomeado professor de geometria no Gresham College.
Robert Hooke também alcançou fama enquanto principal ajudante de Christopher Wren na reconstrução que se seguiu ao Grande Incêndio de Londres, em 1666. Trabalhou no Observatório de Greenwich e no Bethlehem Hospital.

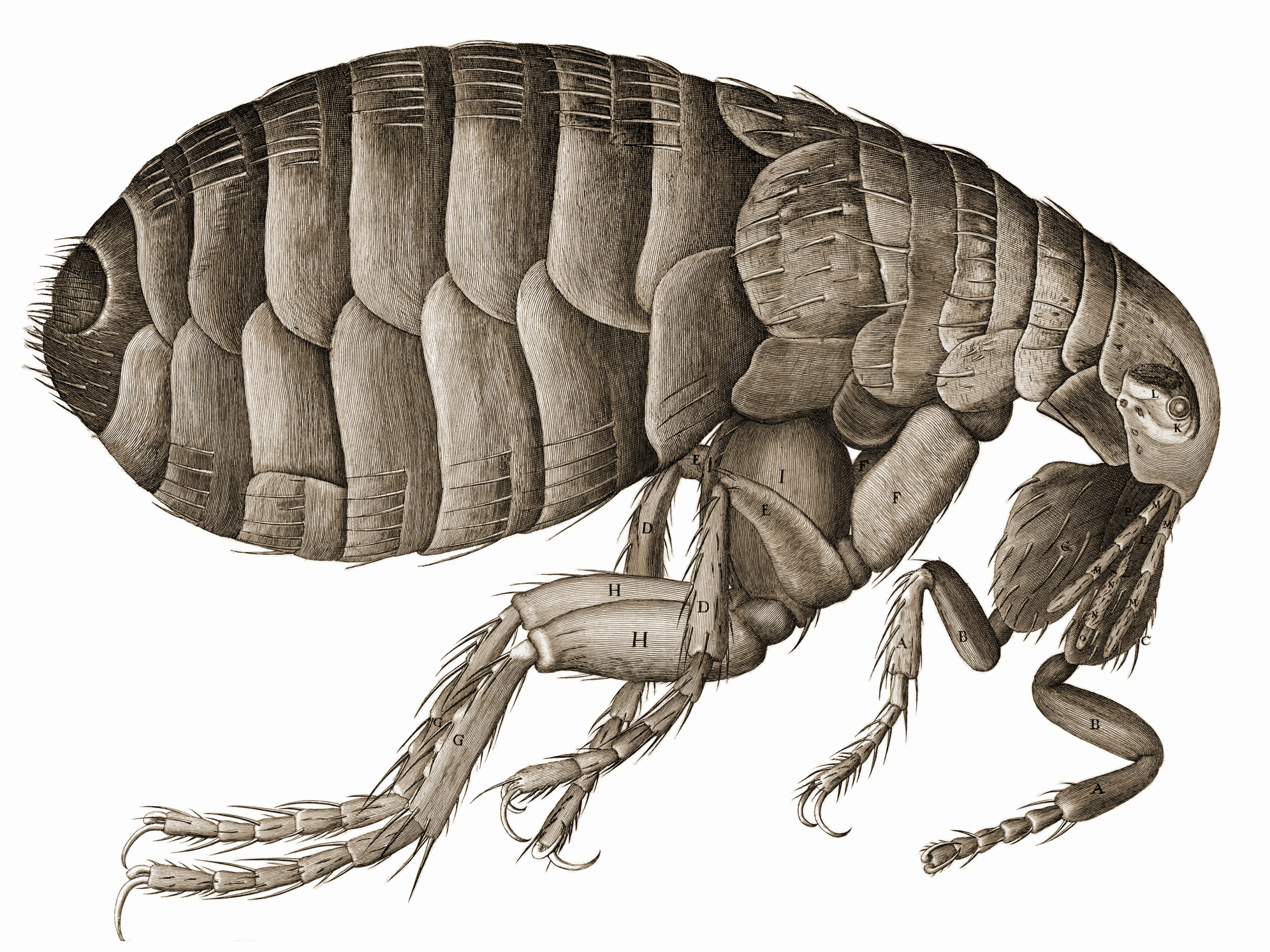
Desenho de uma pulga por Hooke, contida no livro Micrographia

Morreu deixando 9 580 libras e uma pequena propriedade na ilha de Wight. Ao seu funeral compareceram todos os sócios da Royal Society, em reconhecimento do seu mérito como cientista. Assim que Hooke morreu, Newton assumiu a Royal Society e a partir daí não foram encontrados retratos autenticados de Hooke.

## Realizações
A Hooke também é atribuída a invenção do microscópio composto, com lentes múltiplas (geralmente três - uma ocular, uma lente de campo e uma objectiva). Embora tenha prestado muitos conselhos sobre novos projetos para microscópios ao fabricante Christopher Cock, esta atribuição parece estar incorreta.
As suas outras realizações significativas incluem a invenção da junta universal, a construção do primeiro telescópio reflector, telescópio gregoriano e a descoberta da primeira estrela binária.
Mola de balanço utilizada para regular o fluxo de energia que vem da mola principal, enrola-se e desenrola-se com periodicidade natural permitindo o ajuste fino do tique-taque.
Escapamento de âncoras, passo importante para o desenho de relógios precisos.
Desenvolveu uma bomba de ar precisa que foi utilizada pelo químico e físico Robert Boyle nos estudos sobre o comportamento dos Gases.
Aperfeiçoou instrumentos como Barômetro, higrômetros, medidores de chuva, anemômetros, diafragma íris em câmaras, além de inventar o primeiro relógio portátil de corda.
Utilizou uma mola para construir um relógio de pêndulo imune as perturbações marítimas que veio a ser o princípio do cronômetro marítimo.

## Hooke e o corpo humano
Robert Hooke estudou acerca de vários ramos da ciência, deixando contribuições importantes em várias áreas do conhecimento. Foi um cientista muito inventivo, criativo e com certa habilidade mecânica, o que permitiu a construção de vários aparatos, entre eles o primeiro barômetro. A princípio, a invenção do barômetro não está relacionada ao estudo do corpo humano, mas foi graças à introdução desse equipamento que Blaise Pascal pode comprovar a diferença da pressão atmosférica de acordo com a altitude. Essa informação foi essencial para a compreensão do funcionamento do corpo humano em escaladas de grande altitude, por exemplo. 
Outra contribuição está relacionada ao uso do microscópio. Mesmo com a atribuição acerca da criação do primeiro microscópio composto parecer ser incorreta, Hooke fez uso deste instrumento para observar cortes de cortiça e identificar, o que hoje conhecemos como parede celular vegetal. Acredita-se que a invenção do microscópio deve-se a Zacharias Jansen e seu pai, Hans Jansen e, mesmo sem ter grande relevância na época, a invenção permitiu a evolução do equipamento, que hoje é essencial para o estudo da ciência. A observação de Robert Hooke permitiu visualizar as paredes celulares mortas da cortiça, mesmo sem saber o que a imagem representava, exatamente, e sem relacionar os seres vivos a uma composição celular. Ao observar as cavidades vazias, Hooke atribuiu vários nomes a para descrevê-la como caixas, bolhas de ar, poros, celas e, inclusive, célula, termo utilizado até hoje e de grande importância na biologia, designando, atualmente, uma estrutura complexa composta por membrana, núcleo, citoplasma, organelas e parede, no caso dos vegetais.

Como Hooke era dedicado a inúmeras áreas de pesquisas e uma vasta gama de atividades, uma de suas características está relacionada ao fato de deixar sem finalização grande parte das suas idéias. Sua importância se encontra, portanto, como um ponto de início para grandes desenvolvimentos, vindos de suas idéias não finalizadas, e também da sua imaginação e inventividade, que permitia a construção própria de seus equipamentos e, por conseqüência, a introdução de avanços técnicos, em seu microscópio, por exemplo, tais como o formato compacto, tamanho pequeno, adoção de poderoso sistema de iluminação e o sistema de sustentação que permitia movimento em qualquer direção.

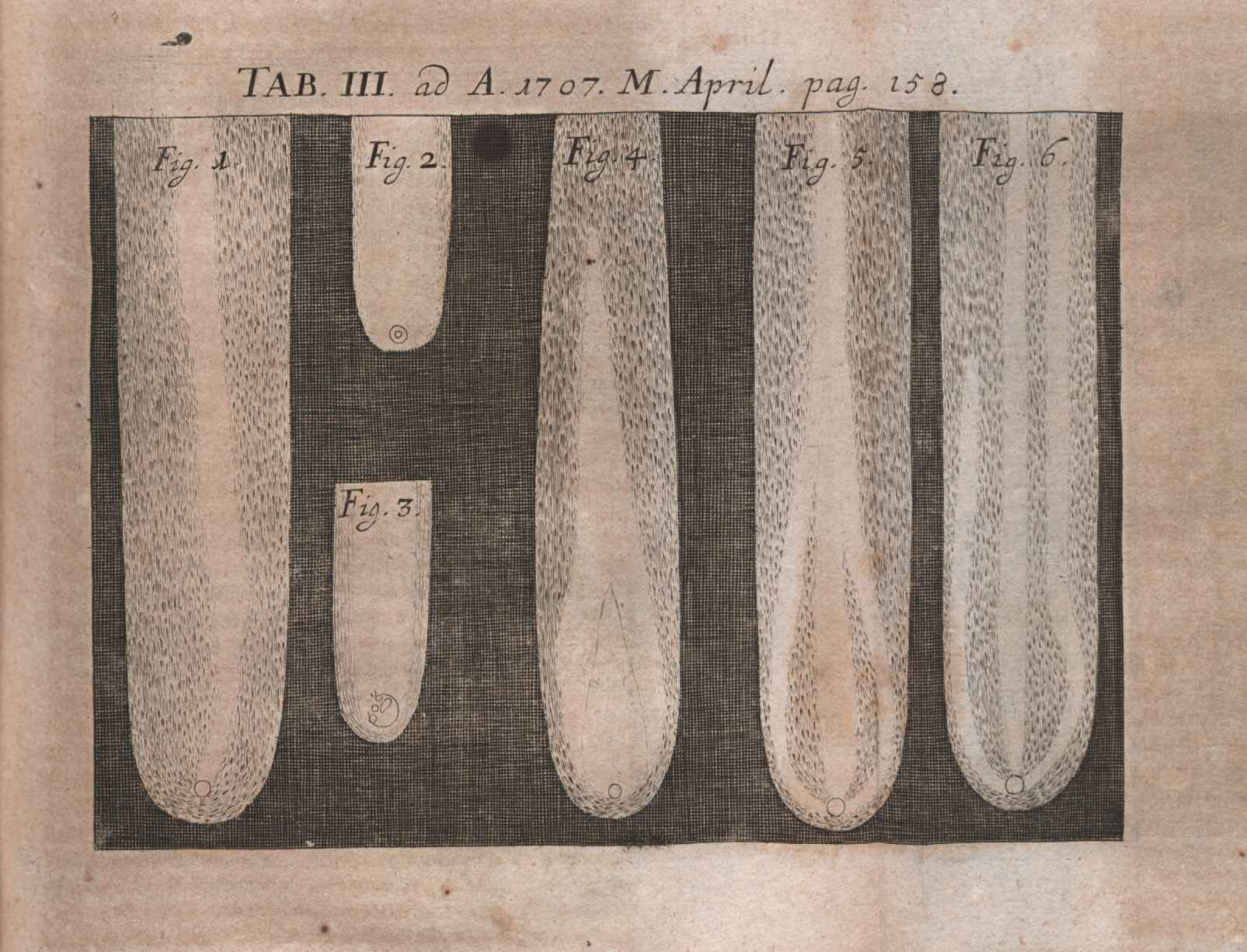
Ilustração da revisão a The posthumous works of Robert Hooke... publicada em, 1707

## Hooke e Newton
Havia muita antipatia mútua entre Hooke e Isaac Newton. Tudo começou em 1672, quando Newton publicou o artigo "Nova teoria sobre luz e cores" nas Philosophical Transactions da Royal Society de Londres.
Newton expôs suas ideias para serem debatidas, respondeu pacientemente os duros questionamentos feitos por Hooke e o cientista holandês Christiaan Huygens. Porém a paciência de Newton era limitada, e ao ser duramente criticado ficou extremamente irritado prometendo nunca mais publicar um artigo científico, chegou até ameaçar abandonar por completo a investigação científica. Newton recolhe-se e permanece em silêncio científico até 1675, quando visitava Londres, soube que finalmente Robert Hooke acabara de aceitar suas teorias sobre as cores.
Em suas cartas formais, é possível perceber a ausência de afeição entre ambos.

## Publicações
- Reponse de Monsieur Hook aux considerations de M. Auzout contenue dans un lettre ecrite a l'auteur des Philosophical Transactions et quelques lettres ecrites de part & d'autre sur le sujet des grandes lunettes [Reply of Mr. Hook to the considerations of Mr. Auzout contained in a letter written to the author of Philosophical Transactions and some letters written on both sides on the subject of large lenses] 🔗 (em francês). Paris: Jean Cusson (2.). 1665
- Lectures de potentia restitutiva, or, Of spring explaining the power of springing bodies. Londres: Impresso para John Martyn. 1678.
- Attempt to prove the motion of the earth (em latim). [S.l.: s.n.] 1679
- Micrographia
- Collection of Lectures: Physical, Mechanical, Geographical and Astronomical. [S.l.]: London : Printed for John Martyn, printer to the Royal Society, at the Bell in S. Pauls Church-yard. 1679 includes An Attempt to prove the Annual Motion of the Earth, Animadversions on the Machina Coelestis of Mr. Hevelius, A Description of Helioscopes with other instruments, Mechanical Improvement of Lamps, Remarks about Comets 1677, Microscopium, Lectures on the Spring, etc.
- Philosophical experiments and observations (em inglês). Londres: William Innys & John Innys. 1726
- The posthumous works of Robert Hooke, M.D. S.R.S. Geom. Prof. Gresh. etc. containing his Cutlerian lectures, and other discourses, read at the meetings of the illustrious Royal Society... illustrated with sculptures. To these discourses is prefixt the author's life, giving an account of his studies and employments, with an enumeration of the many experiments, instruments, contrivances and inventions, by him made and produced as curator of experiments to the Royal Society. [S.l.]: Richard Waller, R.S. Secr. 1705

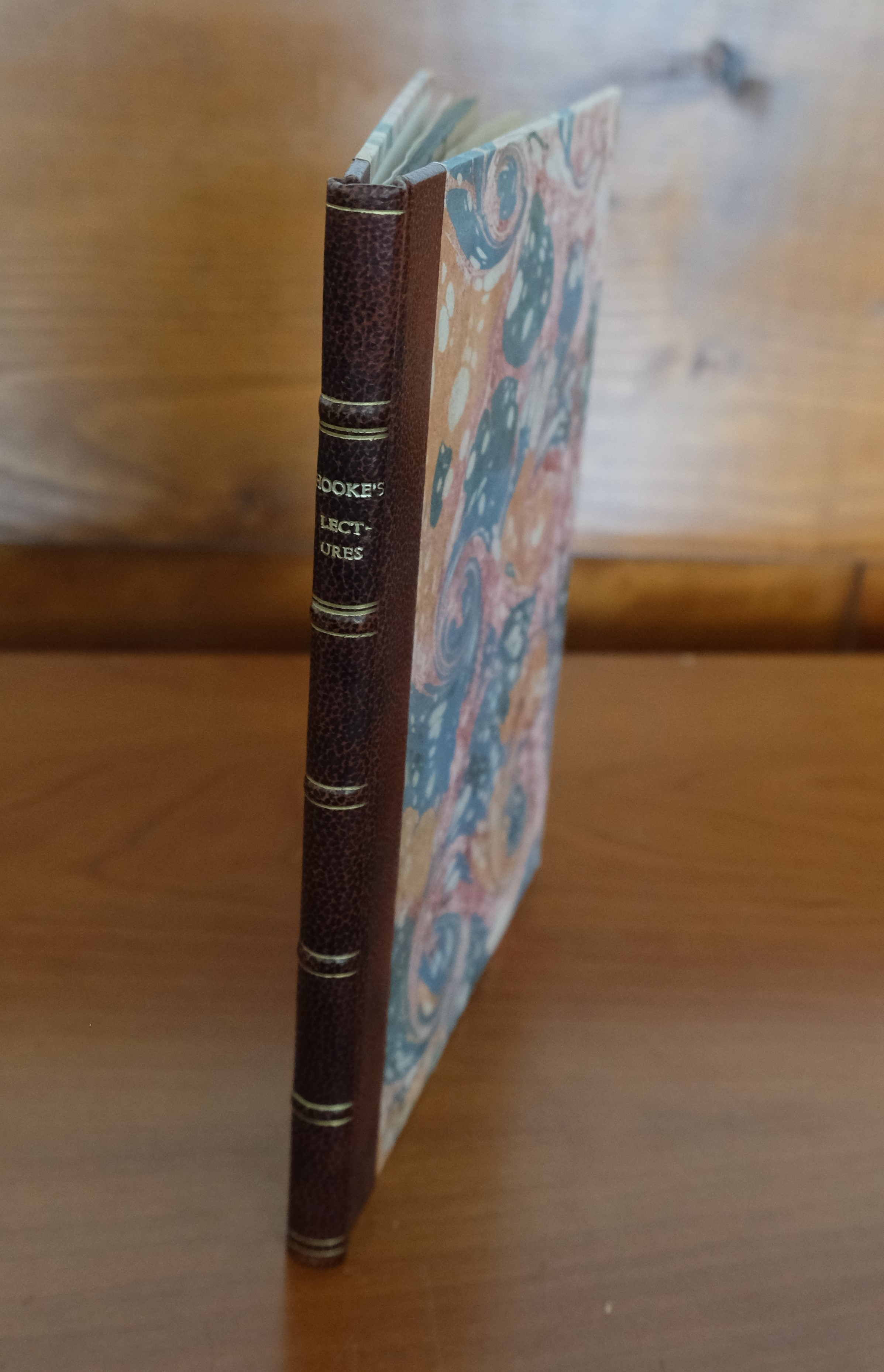
Cópia de 1678 das Lectures de potentia restitutiva
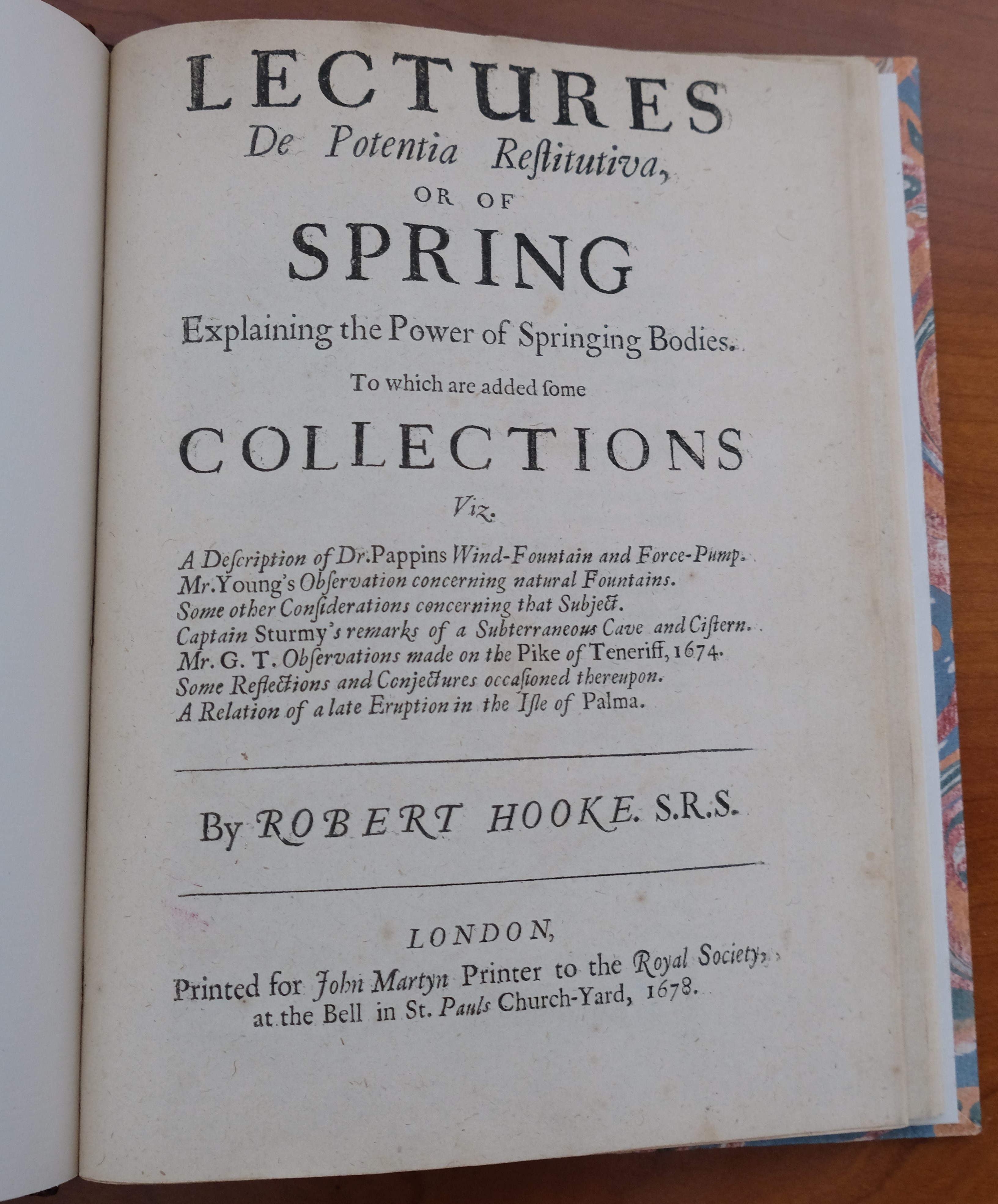
Página de título de Lectures de potentia restitutiva
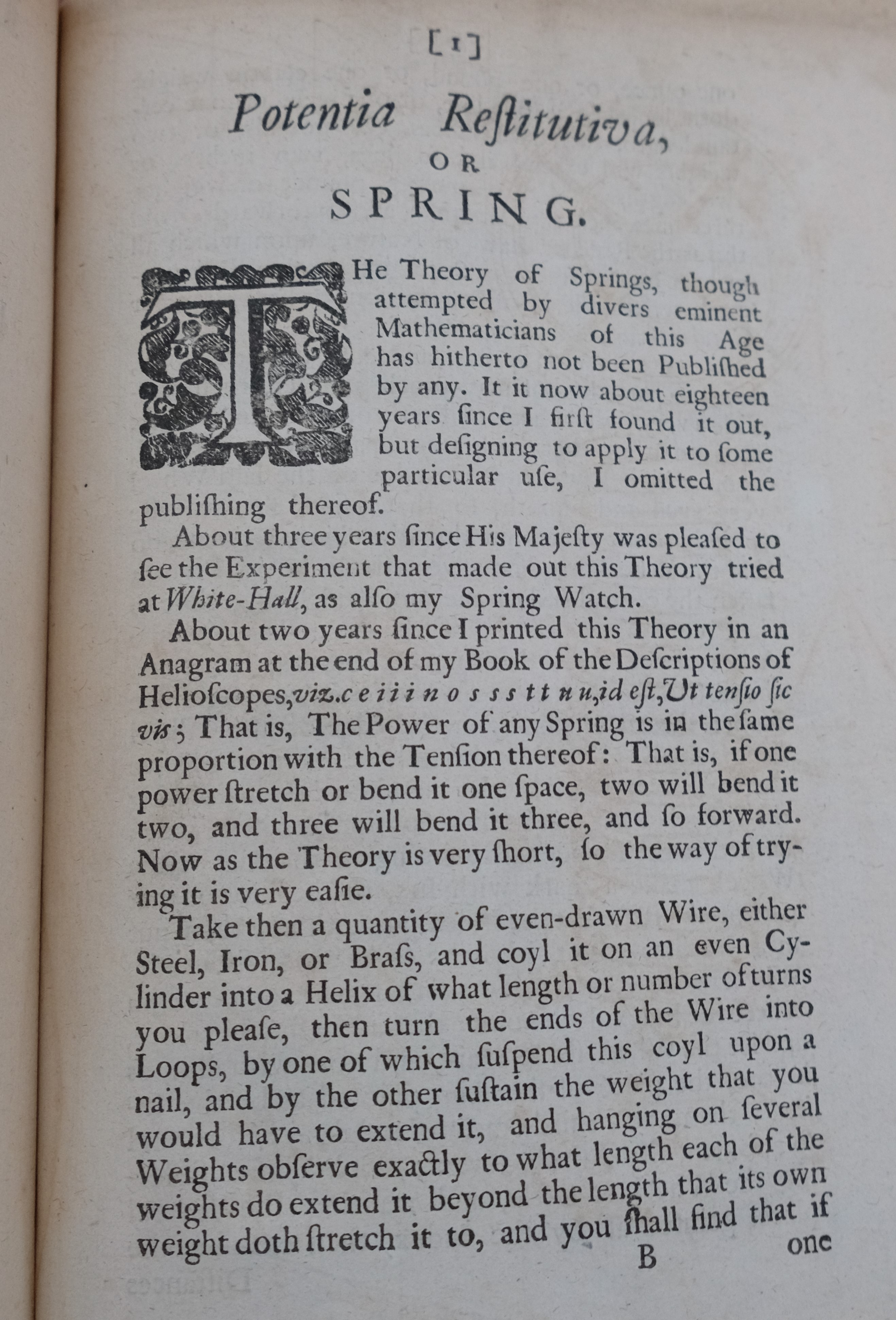
Primeira página de Lectures de potentia restitutiva
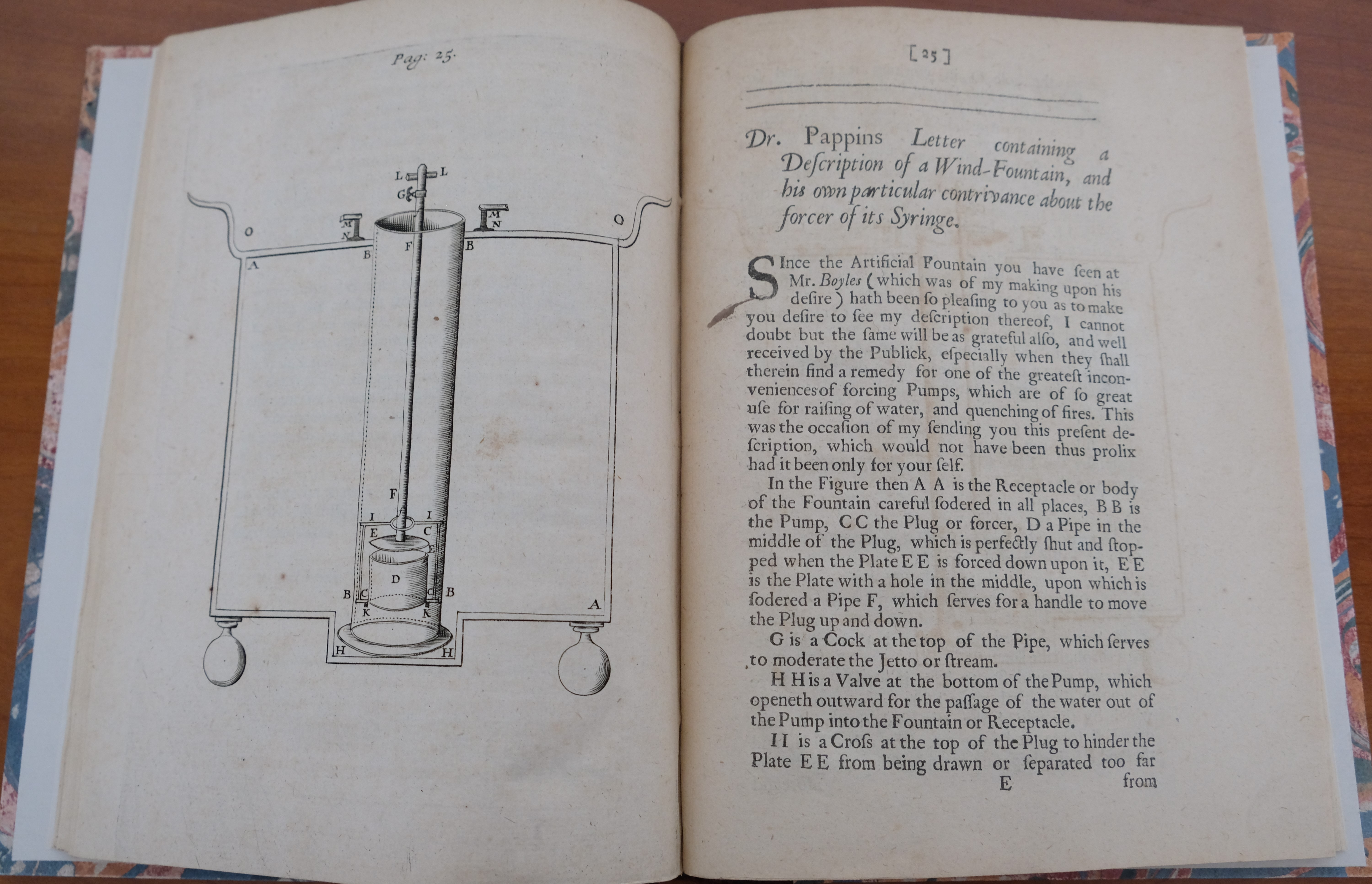
Figura de Lectures de potentia restitutiva
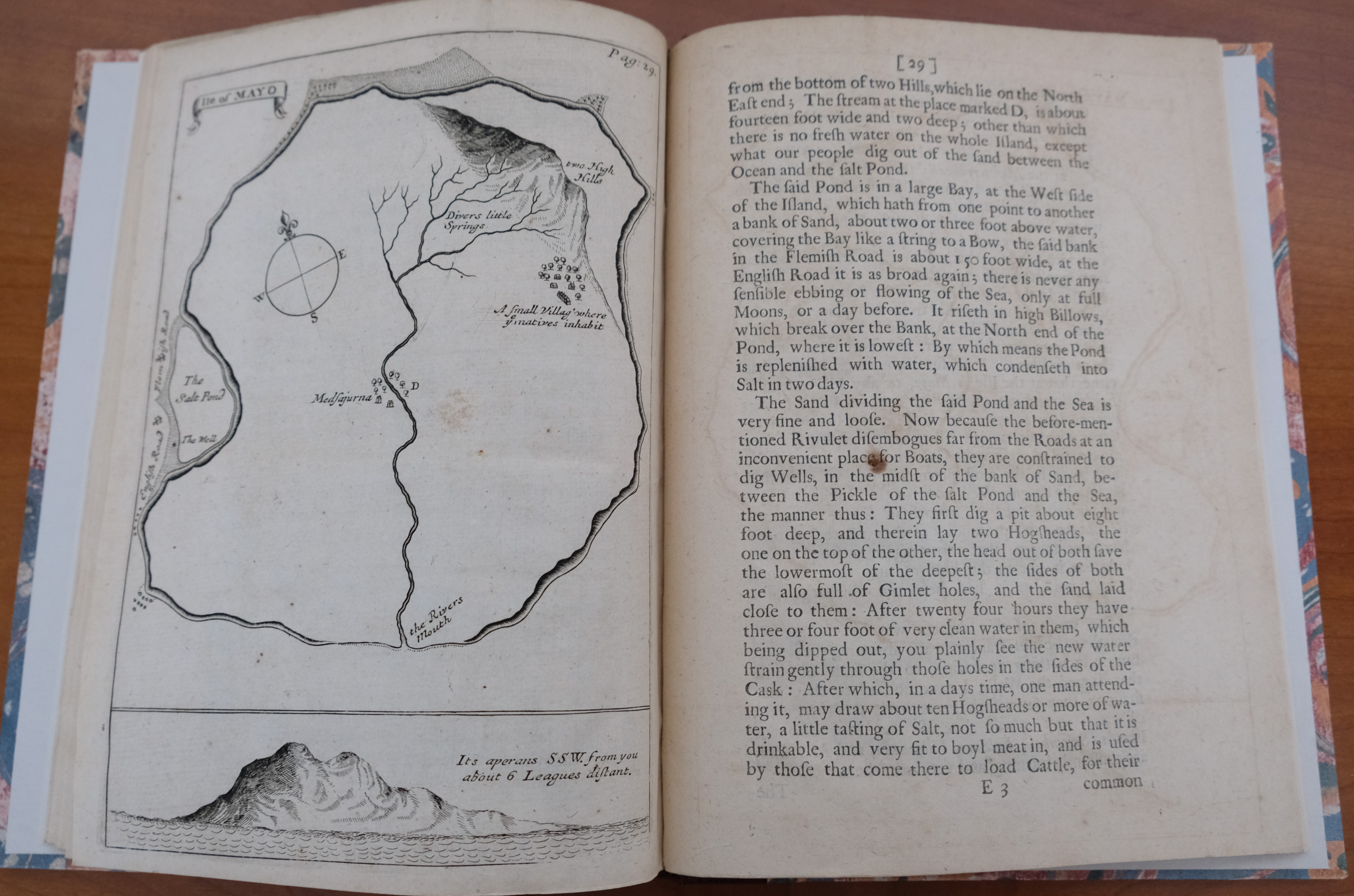
Figura de Lectures de potentia restitutiva